# Bescuit Gioconda

El bescuit Gioconda és una pasta de bescuit empanada pròxima a la genovesa al bescuit de Savoia. És format per ametlles en pols i clares d'ou, farina, sucre i mantega. Té un gruix de 3 a 5 mm. La seva textura és suau i airejada. El bescuit, sucat amb xarop o crema de la llet, es desfà. Això fa que sigui essencial en l'elaboració de moltes pastisseries. S'utilitza com a base per a darreries, per a la Bûche de Noël, opéras, però també per a revestir motlles metàl·lics o cilíndrics sense fons. Es pot decorar amb motius abans de coure amb un aparell per a cigarrets: pintes, rodets, bosses, colorant o xocolata.

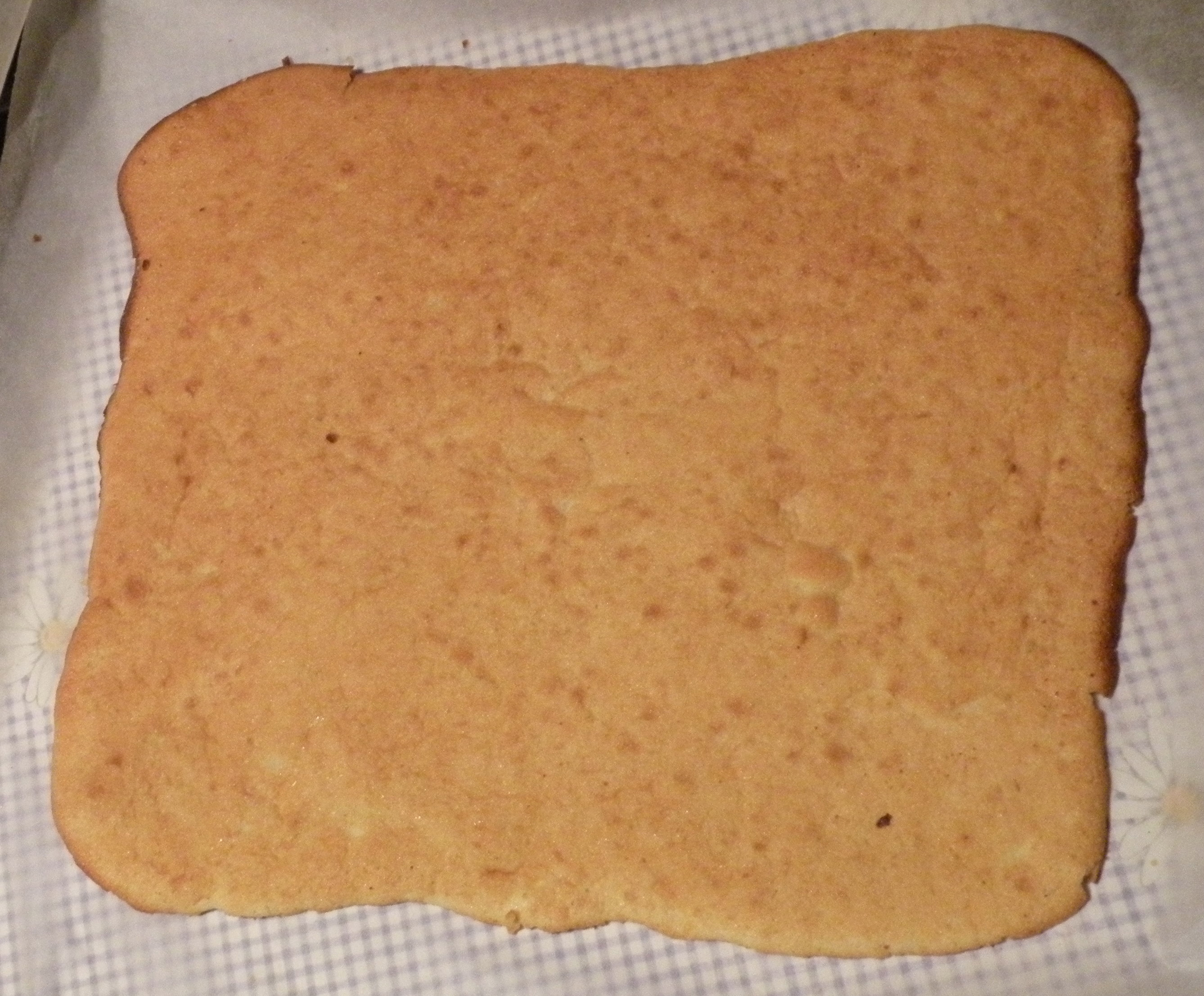
Part superior del bescuit.
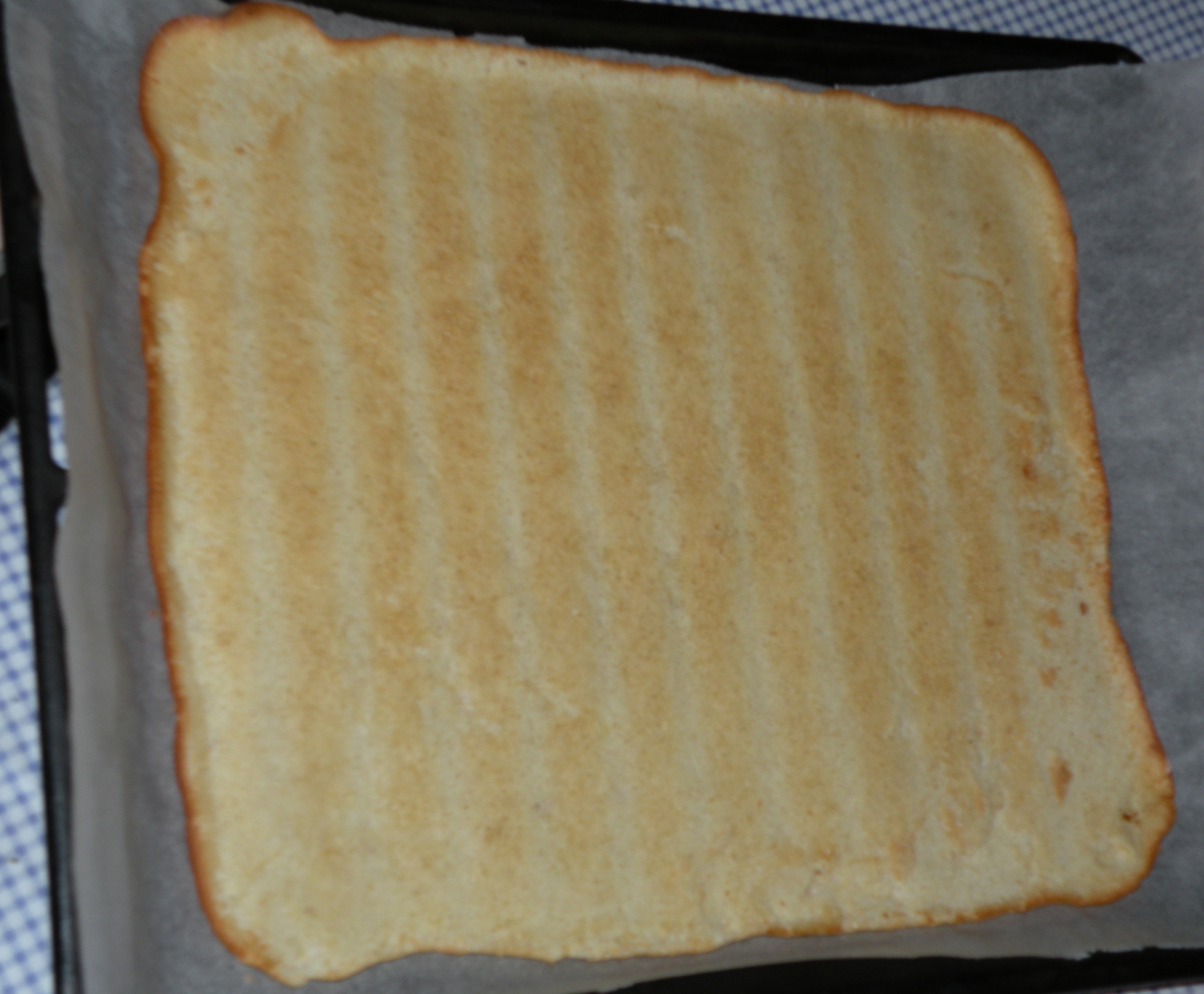
Part inferior del bescuit.